# Magnatul (film)
A nu se confunda cu Magnat (film)
Magnatul este un film românesc din 2004, regizat de Șerban Marinescu după un scenariu scris de jurnalistul Bogdan Ficeac. Rolurile principale sunt interpretate de actorii Dorel Vișan, Gheorghe Dinică, Horațiu Mălăele, Răzvan Vasilescu, Constantin Cotimanis, Olga Tudorache și Valentin Uritescu. 
În acest film este prezentată drama proprietarului unui trust de presă (interpretat de Dorel Vișan) în preajma apropierii unor alegeri. Bolnav de cancer, cu mari datorii la bugetul de stat, șantajat de doi asociați și vechi prieteni care intenționează să-l înlăture de la conducerea trustului, magnatul Mircea Moraru își vinde trustul grupului ocult care sprijină partidul aflat pe primul loc în sondaje.

## Rezumat
Acțiunea filmului se petrece în România de după Revoluția din decembrie 1989, în preajma unor alegeri legislative și prezidențiale. Partidul Liber Democrat a făcut o alianță cu partidul de guvernământ; el se află pe primul loc în sondajele electorale și-l propune la președinție pe Gheorghe Manasia (Gheorghe Dinică), un om bogat venit din America. Horațiu (Horațiu Mălăele), conducătorul de facto al partidului, îi propune lui Mircea Moraru (Dorel Vișan), patronul celui unui mare trust mass media din România postdecembristă, să-i acorde sprijin mediatic formațiunii politice în schimbul obținerii unor avantaje economice. 
Trustul General Media Moraru este format din trei cotidiane importante, un post de televiziune național, 10 ziare locale, 10 televiziuni locale, o agenție de știri, câteva tipografii, o companie de transport, o companie de distribuție și o herghelie. În ultima vreme, afacerile nu mai merg atât de bine, iar trustul a acumulat mari datorii la bugetul de stat, datorii de a căror reeșalonare depinde supraviețuirea trustului sau dimpotrivă falimentul acestuia. 
Mircea Moraru este un „magnat” apolitic în vârstă de 60 de ani, care s-a îmbogățit neglijându-și propria familie și sacrificând-o pentru a ajunge cât mai sus. Situația sa familială este următoarea: 
- soția sa, Elena (Valeria Sitaru), este internată la un spital de bolnavi psihici, după ce a avut un accident de mașină. Aceasta, fiind neglijată de soțul ei, căzuse în patima alcoolului și în brațele partenerului de afaceri al lui Mircea, Nicolae Moneti (Răzvan Vasilescu).
- fiica sa (Ana Ularu) este o adolescentă rebelă, cu care magnatul a pierdut orice urmă de comunicare. Neglijată și ea, aceasta s-a refugiat în casa Lalei, sora magnatului.
- sora sa, Lala (Olga Tudorache), este o femeie nemăritată și singuratică, cu care magnatul nu se află în cele mai bune relații.
- fratele său, Titus (Constantin Codrescu), este un intelectual retras la una din vilele de la munte ale magnatului, unde s-a refugiat de lume.

Pe lângă această familie destrămată, Mircea Moraru are o amantă (Manuela Hărăbor), care încearcă cu orice preț să-l convingă să divorțeze de soție și să-i lase acțiuni la firmele sale. În ultima vreme, Mircea Moraru mai află de la doctorul Iorgu Baltazar (Valentin Uritescu) că este bolnav incurabil de cancer.
Pe măsura apropierii alegerilor, evenimentele se precipită. Deoarece Mircea Moraru refuză șantajul, Nick Moneti (Răzvan Vasilescu) și Ion Velicu (Constantin Cotimanis), cei doi asociați și vechi prieteni ai magnatului, intenționează să-l înlăture pe acesta de la conducerea trustului și să încheie ei afacerea cu Partidul Liber Democrat, aflat pe primul loc în sondaje. 
În acest scop, ei reușesc să obțină de la Moraru o împuternicire care să le permită să-și vândă acțiunile. Magnatul dă astfel impresia că a ieșit din joc, pleacă la vila sa de la munte pentru a-și pune ordine în gânduri și revine tocmai cu prilejul încheierii înțelegerii dintre cei doi parteneri ai săi și grupul ocult care susținea partidul. Cu acest prilej, el aduce un act semnat de cei doi în urmă cu 10 ani prin care își cesionau acțiunile lui Moraru contra sumei de un dolar. 
Simțind că nu poate face față șantajului exercitat de partidul aflat pe primul loc în sondaje, dar dornic să-și apere principiile pe baza cărora și-a construit imperiul media, Mircea Moraru își vinde trustul grupului ocult care-l șantajează. El încearcă să se împace cu sora și cu fiica sa. La finalului filmului, magnatul își dă seama că și-a irosit viața și concluzionează: „Viața merge înainte și fără noi. Nu-mi pare rău că mor, îmi pare rău că nu m-am priceput să trăiesc.”.

## Distribuție
- Dorel Vișan — Mircea Moraru, un magnat de presă apolitic, patronul Trustului General Media Moraru
- Olga Tudorache — Lala, sora lui Mircea Moraru, o femeie nemăritată și singuratică
- Gheorghe Dinică — Gheorghe Manasia, un om bogat venit din America, președintele Partidului Liber Democrat, candidat la președinția României
- Horațiu Mălăele — Horațiu, conducătorul de facto al Partidului Liber Democrat (menționat Horațiu Mălăiele)
- Răzvan Vasilescu — Nicolae („Nick”) Moneti, asociat și vechi prieten al magnatului
- Ana Ularu — Dana, fiica lui Mircea Moraru, o adolescentă rebelă
- Valeria Sitaru — Elena Moraru, soția magnatului, internată la un spital de psihiatrie după un accident de mașină
- Ștefana Zamfirescu — Elena Moraru în tinerețe
- Manuela Hărăbor — amanta magnatului
- Coca Bloos — pacientă de la Spitalul de Psihiatrie
- Constantin Cotimanis — Ion Velicu, asociat și vechi prieten al magnatului
- Valentin Uritescu — dr. Iorgu Baltazar, medicul curant al magnatului
- Constantin Codrescu — Titus, fratele lui Mircea Moraru, un intelectual retras la una din vilele de la munte ale magnatului
- Adriana Bahmuțan — reporter la Realitatea TV
- Radu Herjeu — prezentatorul TV
- Ion Lupu — prim-ministrul României
- Mihai Niculescu — medicul psihiatru
- Rudi Rosenfeld — avocatul Rudi Rosenfeld Sr., consilierul juridic al lui Mircea Moraru
- Ovidiu Cuncea — avocatul Rosenfeld Jr.
- Gaby Popescu — secretara lui Mircea Moraru
- Nico — solista de muzică ușoară
- Nicolae Mitu — bodyguard-ul lui Mircea Moraru
- Ilie Bumbac — paparazzo-ul care-l fotografiază pe Moraru
- Valentin Ionescu — picoloăul de la restaurant
- Daniel Mocanu — cameramanul de la Realitatea TV
- Dinu Valentin — cameramanul de la Realitatea TV
- Angelica Pârvu — secretara lui Manasia
- Bujor Macri — preotul de la Biserica „Sf. Elefterie”
- Lucia Maier — soția lui Rosenfeld
- Ștefan Solcan — motociclistul care-i predă fotografiile Danei
- Andreea Ana-Maria Anghel — fetița care-i aduce flori lui Manasia

## Tipologia personajelor
În film sunt prezente o serie de tipuri de personaje, caracteristice epocii de tranziție traversate de România:
- „magnatul” (Dorel Vișan) – omul de afaceri care își neglijează familia și chiar propria sănătate pentru a ajunge în vârful ierarhiei.[1]
- politicianul demagog (Gheorghe Dinică) – omul de afaceri „nouveau riche” venit din America,[1] care a ajuns președintele Partidului Liber Democrat și apelează la orice fel de compromisuri pentru a ajunge la putere (într-una din scene se lasă insultat de către un partener politic pentru ca peste un minut să se pupe cu el în public, pentru a-și arăta aprecierea). El pare a fi „mai autentic în promisiuni decît oricare candidat din realitatea politică a zilei”.[2]
- „eminența cenușie” (Horațiu Mălăele)[1][2] – omul care deși nu se află în fruntea ierarhiei, trage sforile și-i manevrează pe oamenii politici și pe oamenii de afaceri după interesele grupului ocult din care face parte. El este „canalia necesară”.[3]

## Producție
Scenariul filmului a fost scris de jurnalistul Bogdan Ficeac. Autorul a precizat că personajele și situațiile din film sunt fictive, ca și numele partidului care a fost anume ales pentru a acoperi „un spectru larg, de la stânga la dreapta spectrului politic”. Scenariul s-a dorit, potrivit lui Ficeac, „să fie un manifest al generației mele, care a avut o mulțime de așteptări și cam tot atâtea deziluzii”. De asemenea, regizorul Șerban Marinescu a reliefat că Magnatul este „un film de actualitate, o privire a generației mele asupra lucrurilor care s-au întâmplat în acești ani”, neintenționându-se portretizarea unor anumiți oameni politici.
Filmul a fost realizat cu sprijinul Centrului Național al Cinematografiei, regizorul Șerban Marinescu fiind membru al Colegiului Consultativ al CNC. Postprocesarea video și audio a fost realizată în studioul MDV Audio Studio.
Cadrele de la începutul filmului au fost filmate la Mănăstirea Antim, corul bisericii fiind condus de preotul Nicolae Gionu.

## Recepție
Filmul Magnatul a avut premiera la 12 noiembrie 2004, cu aproape două săptămâni înainte de alegerile parlamentare și prezidențiale din România, desfășurate simultan la 28 noiembrie 2004. El a fost vizionat de 7.833 de spectatori la cinematografele din România, după cum atestă o situație a numărului de spectatori înregistrat de filmele românești de la data premierei și până la data de 31.12.2007 alcătuită de Centrul Național al Cinematografiei.

### Premii
Acest film a fost distins în 2004 cu trei premii ale Uniunii Cineaștilor din România (UCIN): Ana Ularu a primit Premiul pentru interpretare, debut în rol principal feminin – pentru rolurile din filmele Italiencele, Magnatul și Damen Tango, Horațiu Mălăele a primit Premiul pentru interpretare, rol principal masculin – pentru rolurile din filmele Damen Tango și Magnatul, iar Răzvan Vasilescu Premiul pentru interpretare, rol secundar masculin – pentru rolul din filmul Magnatul.

### Aprecieri critice
Acest film a avut parte de recenzii mixte, în majoritate negative. Criticul Tudor Caranfil nu a dat filmului nicio stea și a făcut următorul comentariu: „În perimetrul dramaturgic, al răfuielii cineaștilor cu clasa politică prin filme din ce în ce mai repetabile și conformiste (fiindcă nonconformist ar fi să le găsești puternicilor zilei măcar alibiuri), Șerban Marinescu creează o galerie de personaje din carton. Ambiția regizorală se consumă mai ales în introducerea sau încheierea secvențelor, prin lungimi „de atmosferă” care nu fac, de fapt, decât să lungească «zeama». Nimic nu se leagă, dramele sunt simulate, iar personajele devin caricaturi în nimicnicia lor dramaturgică. În van combină autorii esențe pe care le socotesc de succes: locații somptuoase ca Mariott sau Bucharest Plaza; Nico solicitată să îngâne două piese muzicale anglofone; restaurante de lux și chelneri scrobiți. În acest film al încremenirilor schematice, actori ca Dinică și Mălăele care au dovedit că, prin verva lor personală, pot face sită de mătase din cea mai nulă partitură, trec neobservați. Secvență rapel pentru inepția abordării: tânăra fiică integră e instalată pe WC când mătușa, purtătoare a verticalității morale, o interoghează, grijuliu, din ușă: «Ai făcut ceva de care ți-e rușine?»”.
Alex Leo Șerban a criticat filmul deoarece realizatorii săi au ales să se focalizeze pe o dramă personală în loc să se concentreze pe subiectul corupției din politică. „Filmul dă impresia că n-a avut destulă muniție s-ajungă la destinație (marea corupție) sau că a avut, dar n-a putut, căci n-a vrut vreun cine-CNA. În ambele cazuri, e avortat. E cel puțin ciudat că realizatorii „Magnatului” au ales să focalizeze pe „drama” lui Mircea Moraru (Dorel Vișan, lemnos), când personajul-cheie era de la o poștă acela jucat de Horațiu Mălăele (perfect): un Talleyrand de duzină uns cu toate alifiile, eminența cenușie a tuturor matrapazlâcurilor tranziției, tipul canaliei necesare... Pe el am fi vrut să-l „investigheze” filmul! (..) În loc să sape la această mină de aur, filmul decide că povestea lui Moraru (familie disfuncțională, telenovelă maritală, însingurare, cancer, curând moarte...) e mai interesantă.”.
Criticul de film Valerian Sava de la revista Observator Cultural a criticat și el filmul, numindu-l „făcătură” și „găunoșenie fotogenică”, care prezintă un „glamour (...) reciclat și fandosit”. El remarcă totuși că regizorul „știe totdeauna unde să puna aparatul, cum să-l miște și cât să dureze cadrul, cu o elaborare manieristică a timpului filmic perpetuu dilatat și o calofilie imagistică din clasa prețiozităților monumentaliste ale unui Dan Pița (...)”.
În schimb, Călin Stănculescu a lăudat filmul într-un articol din România Liberă pentru că oferă spectatorilor mai multe idei de meditație asupra vieții, a morții și a prefăcătoriei, precum și recitaluri actoricești de excepție. „Filmul îi lasă spectatorului destule momente de meditație asupra destinului care lovește fără a alege, asupra incompatibilităților existente între generații, asupra jocurilor politice și a moralității acestora. O frazare filmică traversată de accente necesare pentru aprofundarea psihologiilor eroilor, o imagine (Dan Alexandru) care propune un decor eliberat de atracția kitsch-ului, o muzică (Petru Mărgineanu) cu linii melodice bine adecvate momentelor de cumpănă evocate sunt câteva dintre atuurile noului film semnat de Șerban Marinescu. Premiera lui, în plină campanie electorală, este deosebit de incitantă, fără ca asemănările să inducă în eroare spectatorii. Aceștia se pot doar delecta cu câteva recitaluri actoricești de primă mână, domeniu recunoscut al unui cineast care-și iubește și își respectă interpreții.”.
Într-un articol publicat în revista Formula AS, jurnalista Silvia Kerim a catalogat filmul drept „o mare și binevenită reușită a cinematografiei noastre”, prin scenariul excelent, decupajul de exceptie al lui Șerban Marinescu, dialogul alcătuit din replici scurte, adesea tăioase, dar niciodată vulgare, cadrele filmate cu minuțiozitate și muzica în ton cu drama prezentată. Ea apreciază că filmul evoluează treptat după primele 20–30 de minute de la un film politic către filmul unui destin, al magnatului care, deși a acumulat averi fabuloase, și-a irosit viața. Accentul este pus pe frământările sufletești ale personajului principal, interpretarea lui Dorel Vișan fiind considerată memorabilă. 